# Go Ahead Eagles 2009-2010

## Rosa
| N. |                        | Ruolo | Calciatore         |
| -- | ---------------------- | ----- | ------------------ |
|    | Paesi Bassi (bandiera) | P     | Jasper Heusinkveld |
|    | Paesi Bassi (bandiera) | P     | Remko Pasveer      |
|    | Paesi Bassi (bandiera) | D     | Sonny Bosz         |
|    | Paesi Bassi (bandiera) | D     | Dave Bus           |
|    | Paesi Bassi (bandiera) | D     | Wout Droste        |
|    | Paesi Bassi (bandiera) | D     | Dennis Hollart     |
|    | Paesi Bassi (bandiera) | D     | Robbert Maruanaya  |
|    | Finlandia (bandiera)   | D     | Marco Parnela      |
|    | Paesi Bassi (bandiera) | D     | Jonathan Vosselman |
|    | Finlandia (bandiera)   | C     | Kari Arkivuo       |
|    | Paesi Bassi (bandiera) | C     | Maikel Kieftenbeld |

| N. |                        | Ruolo | Calciatore          |
| -- | ---------------------- | ----- | ------------------- |
|    | Paesi Bassi (bandiera) | C     | Glenn Kobussen      |
|    | Paesi Bassi (bandiera) | C     | Timon van Leeuwen   |
|    | Paesi Bassi (bandiera) | C     | Diego Michiels      |
|    | Paesi Bassi (bandiera) | C     | Ceriel Oosthout     |
|    | Paesi Bassi (bandiera) | C     | Joey Suk            |
|    | Paesi Bassi (bandiera) | C     | Jordy Zuidam        |
|    | Paesi Bassi (bandiera) | A     | Koen van der Biezen |
|    | Paesi Bassi (bandiera) | A     | Halil Çolak         |
|    | Paesi Bassi (bandiera) | A     | Patrick Gerritsen   |
|    | Estonia (bandiera)     | A     | Sander Post         |
|    | Paesi Bassi (bandiera) | A     | Jules Reimerink     |